# Eldare

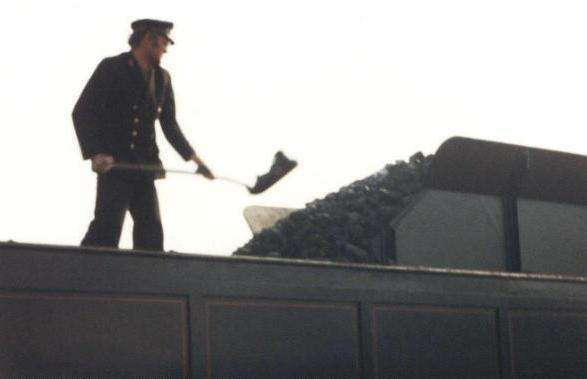
Eldare på DSB:s P-917

Eldare är en person som matar en ångpanna med bränsle i olika slags fordon, till exempel en ångbåt eller ett ånglok, samt reglerar vattenståndet i pannan.
Vanliga bränslen som eldaren använder är stenkol, träkol, olja eller ved. Eldarens funktion har lämnat spår i nutida yrkestitlar. Ordet "chaufför" betyder eldare och "lokeldare" är den finländska yrkestiteln för vad som i Sverige kallas lokbiträde.